# Magda (film 1917)
Magda è un film muto del 1917 diretto da Émile Chautard e interpretato da Clara Kimball Young.
La storia, che ebbe anche altre versioni cinematografiche, si basa sul lavoro di Hermann Sudermann che conobbe varie messe in scena in lingua inglese. A Broadway, Magda - nella traduzione di Louis N. Parker - fu portata sul palcoscenico diverse volte: nel 1902 da Mrs. Patrick Campbell, nel ruolo del titolo, affiancata da George Arliss e da Charles E. Bryant.
Nel 1916, era apparso sugli schermi Revelation, un adattamento cinematografico prodotto dall'American Film Manufacturing Company che aveva come protagonisti due noti attori teatrali, Constance Crawley e Arthur Maude, anche regista del film.
 
Nel 1938, in Germania, Zarah Leander avrebbe interpretato il ruolo di Magda von Schwartze mentre Heinrich George avrebbe rivestito i panni di suo padre nel film Casa paterna, diretto da Carl Froelich.

## Trama
Orgogliosa e ambiziosa, Magda non sopporta più la vita rigidamente controllata del suo piccolo villaggio. Mandata via da casa dopo che ha rifiutato di sposare un giovane pastore, la ragazza va in città dove vuole studiare canto. Qui, si innamora di Kellner e accetta di sposarlo. Per scoprire, poco tempo dopo, che il matrimonio è stato solo una farsa. Ingannata e abbandonata, Magda si ritrova tra le braccia un bambino. Per sopravvivere, canta per le strade. Un giorno, un suo ex insegnante la ritrova e comincia a darle lezioni di canto. L'allieva rivela una voce meravigliosa che la porta presto al successo. Riconciliatasi con i suoi, Magda ha però una discussione furibonda con il padre che vuole imporle, per il buon nome della famiglia, di sposare Kellner il quale, adesso, si fa avanti per offrirle un vero matrimonio. Ma Magda rifiuta quel simulacro di matrimonio riparatore. Il padre, in preda alla rabbia, muore. Ora Magda deve decidere da sola il proprio destino, da donna libera.

## Produzione
Il film fu prodotto dalla Clara Kimball Young Film Corporation (come C.K.Y. Film Corp.). Il primo girato con la compagnia dopo la rottura con Selznick. Le riprese furono effettuate nei vecchi studi della Thanhouser di New Rochelle che erano stati affittati dalla società di Clara Kimball quando la casa di produzione fondata nel 1909 da Edwin Thanhouser aveva chiuso i battenti.

## Distribuzione
Distribuito dalla Select Pictures Corporation (Select Star Series), il film uscì nelle sale cinematografiche statunitensi nell'ottobre 1917.
Non si conoscono copie esistenti della pellicola che viene considerata presumibilmente perduta.